# Podocampa spenceri
Podocampa spenceri är en urinsektsart som först beskrevs av Filippo Silvestri 1933.  Podocampa spenceri ingår i släktet Podocampa och familjen Campodeidae. Inga underarter finns listade i Catalogue of Life.